# Ruchliwość
Ruchliwość nośników – w fizyce oraz chemii, wielkość wyrażająca związek między prędkością dryfu elektronów, jonów lub innych nośników ładunku, i zewnętrznym polem elektrycznym. Ruchliwością nazywa się czasem również sam proces ruchu skierowanego (dryfowania) nośników ładunku pod wpływem pola elektrycznego.
W przypadku ciał stałych ruchliwość elektronów oraz dziur (ruchliwość nośników ładunku) zależy od temperatury.

## Definicja i jednostka
Ruchliwość definiowana jest jako prędkość dryfu nadawana przez jednostkowe pole elektryczne:
{\displaystyle \mu =v_{d}/E,}
gdzie:
{\displaystyle \mu } – ruchliwość.
Najczęściej wyraża się ją w m²/Vs.

## Relacja Einsteina
Wzór Einsteina wyraża związek między ruchliwością a współczynnikiem dyfuzji:
{\displaystyle {\frac {D}{\mu }}={\frac {kT}{q}},}
gdzie:
{\displaystyle D} – współczynnik dyfuzji,
{\displaystyle T} – temperatura nośników ładunku,
{\displaystyle k} – stała Boltzmanna,
{\displaystyle q} – ładunek elektryczny.

## Ruchliwość elektronów w gazie
W zmiennym polu elektrycznym skierowana prędkość elektronów nie musi zgadzać się w fazie z natężeniem pola. Tym samym przewodność elektryczna jest wielkością zespoloną. W słabo zjonizowanym gazie ruchliwość opisuje związek Langevina:
{\displaystyle \mu =\left({\frac {eE}{m}}\right)(i\omega +v),}
gdzie:
{\displaystyle m} – masa elektronu,
{\displaystyle \omega } – częstość kołowa pola elektrycznego,
{\displaystyle v} – częstotliwość zderzeń elektronów z cząsteczkami.
W stałym polu elektrycznym ruchliwość wynosi:
{\displaystyle \mu ={\frac {a_{1}eE\lambda }{mv}},}
gdzie:
{\displaystyle \lambda } – średnia droga swobodna elektronu,
{\displaystyle v} – średnia prędkość ruchu cieplnego elektronów,
{\displaystyle a_{1}} – współczynnik liczbowy rzędu 0,5-1.
Elektrony posiadają znacznie mniejszą masę niż cząsteczki, dlatego podczas zderzeń sprężystych z nimi tracą bardzo małą część energii kinetycznej. W wyniku tego nawet w słabych polach ich energia średnia przewyższa energię cząsteczek obojętnych i rośnie w miarę wzrostu natężenia pola. Przy założeniu, że zderzenia mają charakter sprężysty, otrzymano wzór Dawydowa:
{\displaystyle \mu =0{,}75e\lambda (mkT)^{-{\frac {1}{2}}}\left\{1+\left[1+{\frac {1}{3}}\left({\frac {eE\lambda }{kT}}\right){\frac {M}{m}}\right]^{\frac {1}{2}}\right\}^{\frac {1}{3}},}
gdzie:
{\displaystyle M} – masa cząsteczki,
{\displaystyle T} – temperatura gazu.

## Ruchliwość jonów w gazie
W teorii Langevina atomy i jony są traktowane jako kule sztywne, odpychające się przy bezpośrednim zbliżeniu, a poza tym przyciągają się wzajemnie siłami polaryzacyjnymi. Wzór Langevina:
{\displaystyle \mu =g{\frac {\sqrt {1+{\frac {M}{M_{j}}}}}{\sqrt {\rho (\epsilon -1)}}},}
gdzie:
{\displaystyle \epsilon } – przenikalność dielektryczna gazu,
{\displaystyle M_{j}} – masa jonu,
{\displaystyle M} – masa atomu,
{\displaystyle \rho } – gęstość gazu,
{\displaystyle g} – parametr wyrażający względny udział w mechanizmie ruchliwości zderzeń bezpośrednich w stosunku do sił polaryzacji.
Jeśli w gazie są tylko jony powstałe w wyniku jonizacji cząsteczek tego samego gazu, to ich ruchliwość związana jest przede wszystkim z procesem wymiany ładunku jonów.

## Ruchliwość nośników w półprzewodniku
Ruchliwość nośników zależy od koncentracji domieszek. W półprzewodnikach do wartości koncentracji domieszek rzędu 1015 cm−3 ruchliwość nośników jest praktycznie stała, a powyżej tej wartości zaczyna maleć.
Ruchliwość zależy także od temperatury. W zakresie temperatur dominuje rozpraszanie nośników na atomach sieci (ruchliwość sieciowa). W takim przypadku ruchliwość maleje przy wzroście temperatury zgodnie z zależnością:
{\displaystyle \mu =BT^{-\kappa },}
gdzie: {\displaystyle B} – jest stałą niezależną od temperatury.